# Mark J. Sedgwick
Pour les articles homonymes, voir Sedgwick.
Mark J. Sedgwick, né le 20 juillet 1960 à Londres, est un historien britannique. 

## Biographie
Mark J. Sedgwick étudie à Harrow School et au Worcester College de l'université d'Oxford. Il est docteur de l'université de Bergen (Norvège). Il est professeur associé d'histoire du Moyen-Orient moderne à l'université américaine du Caire. 
Ses travaux ont porté notamment sur le soufisme dans le monde musulman, le traditionalisme (pérennialisme) et le terrorisme. 

## Publications
- The heirs of Ahmad Ibn Idris. The spread and normalization of a Sufi order (1799-1996), Bergen, Universitetet i Bergen, 1998.
- Le soufisme, traduction de l'anglais par Jean-François Mayer, Paris, Éditions du Cerf, 2001.
- Against the modern world. Traditionalism and the secret intellectual history of the twentieth century, Oxford-New York, Oxford University Press, 2004.
- Saints and Sons. The making and remaking of the Rashīdi Ahmadi Sufi order (1799-2000),  Leiden, Brill, 2005.
- Islam & Muslims: A Guide to Diverse Experience in a Modern World, London, Intercultural Press, 2006.
- Western Sufism: From the Abbasids to the New Age, Oxford, Oxford University Press, 2016.
- Mark Sedgwick & Francesco Piraino, Ed. Global Sufism: Boundaries, Narratives and Practices. London, Hurst, 2019.
- Traditionalism: The Radical Project for Restoring Sacred Order. Oxford, Oxford University Press, 2023